# Ладика Катерина Павлівна
Катерина Павлівна Ладика (нар. 25 листопада 1959, село Краснопілля, тепер Голованівського району Кіровоградської області) — українська радянська діячка, телятниця радгоспу Перегонівського цукрового комбінату Голованівського району Кіровоградської області. Депутат Верховної Ради УРСР 11-го скликання.

## Біографія
Освіта середня.
З 1977 року — художній керівник Краснопільського сільського клубу Голованівського району Кіровоградської області.
З 1981 року — телятниця радгоспу Перегонівського цукрового комбінату Голованівського району Кіровоградської області.
Потім — на пенсії в селі Давидівка Голованівського району Кіровоградської області.

## Нагороди
- ордени
- медалі